# Ташкентская телебашня
Ташкентская телебашня — телевизионная и радиовещательная башня, расположенная недалеко от станции метро «Бодомзор» в Юнусабадском районе Ташкента. Высота — 375 метров. Это самое высокое строение с открытой для посещения смотровой площадкой в Центральной Азии и второе по высоте строение в Центральной Азии после 420-метровой дымовой трубы Экибастузской ГРЭС-2. 
12-я по высоте телебашня мира, 38-е по высоте свободностоящее сооружение мира (в момент ввода в эксплуатацию — 9-е). Памятник архитектуры и градостроительства Узбекистана. 

## История
Первоначально проект телебашни предназначался для Багдада. Он был заказан Керимом Касемом по итогам конкурса. Однако из-за военного переворота в Ираке башня не была построена.
Не воплощённый в жизнь проект получил одобрение Шарафа Рашидова. Были начаты работы по размещению телебашни в Ташкенте. Как вспоминал заслуженный связист Узбекистана А. Кудинов, подготовка к строительству и различные согласования заняли бо́льшее время, чем собственно возведение объекта.
Телебашня строилась в течение 6 лет, начиная с 1978 года. Запущена в эксплуатацию 15 января 1985 года.

## Технические данные
| Начало строительства                                            | 1978 год                                              |
| Авторы                                                          | Ю. П. Семашко и Н. Г. Терзиев-Царуков                 |
| Конструкторы                                                    | Е. П. Морозов и М. Д. Мушеев                          |
| Время строительства                                             | 6 лет                                                 |
| Дата ввода в эксплуатацию                                       | 15 января 1985 года                                   |
| Высота телебашни                                                | 375 метров                                            |
| Высота фундамента                                               | 11 метров                                             |
| Высота над уровнем моря                                         | 480 метров                                            |
| Общая масса сооружения                                          | Более 6000 тонн                                       |
| Объём сооружения                                                | 55500 м3                                              |
| Материал изготовления телебашни                                 | сталь, цельно-сварная                                 |
| Методы обеспечения жесткости и устойчивости конструкции         | Три конические подкосные ноги высотой 93 метра каждая |
| Количество распространяемых радиовещательных программ           | 4                                                     |
| Вращающийся двухзаловый ресторан «Коинот», высота красного зала | 104 метров                                            |
| Вращающийся двухзаловый ресторан «Коинот», высота синего зала   | 98 метров                                             |
| Круговая смотровая площадка, высота                             | 94 метров                                             |
| Количество скоростных лифтов (скорость не менее 4,8 м/с)        | 3                                                     |

На телебашне установлены 3 немецких скоростных лифта концерна ThyssenKrupp.

## Эксплуатация башни
Основными функциональными задачами Ташкентской телебашни являются телевещание и радиовещание. Распространение сигнала обеспечивается на территорию Ташкента и Ташкентской области, частично Сырдарьинскую область и южные районы Казахстана. Телебашня используется для осуществления связи многими министерствами и ведомствами, коммерческими организациями, установлена комплексная станция высотных наблюдений при Узбекском гидрометеорологическом центре.

## Происшествия
19 июля 1986 года за оттяжку Ташкентской телебашни зацепился вертолёт Ми-8 под командованием капитана Лобанкина Валерия Васильевича, на борту которого находилась съёмочная группа киностудии «Узбекфильм». Вертолёт разбился близ канала Анхор, все 6 человек, находившиеся на борту, погибли. Панорамы советского Ташкента, снятые с борта разбившегося вертолета, вошли в начальные и финальные кадры с титрами кинофильма «Алмазный пояс».

## Галерея
- Телебашня
- Интерьер ресторана внутри башни
- Вид со смотровой площадки
- Вид из окна ресторана
- Ташкентская телебашня на почтовой марке Узбекистана. 2011 год